# Katastrofa na moście Tasmana

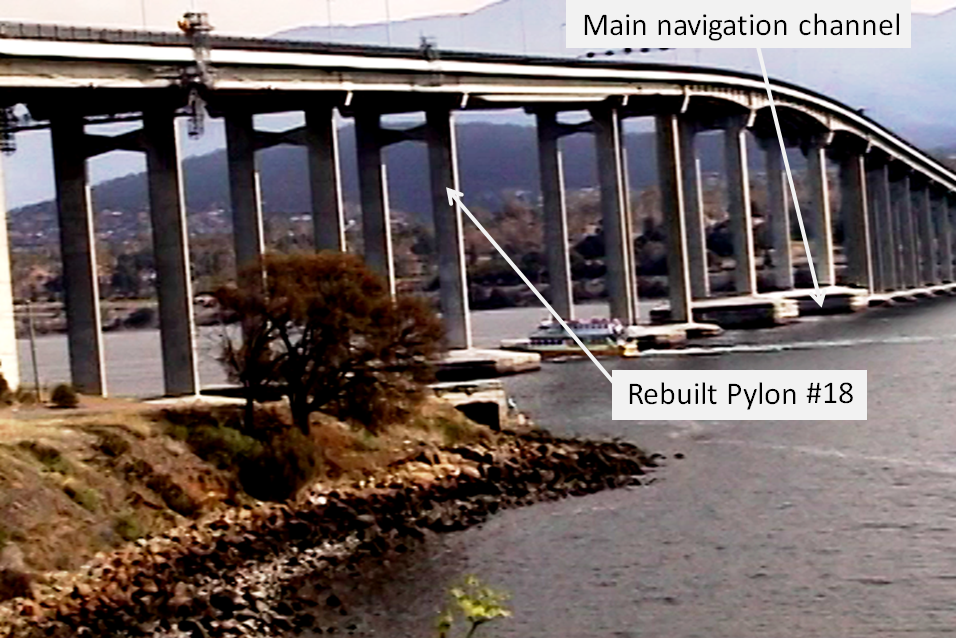
Widok z wschodniego brzegu pokazujący odbudowany pylon

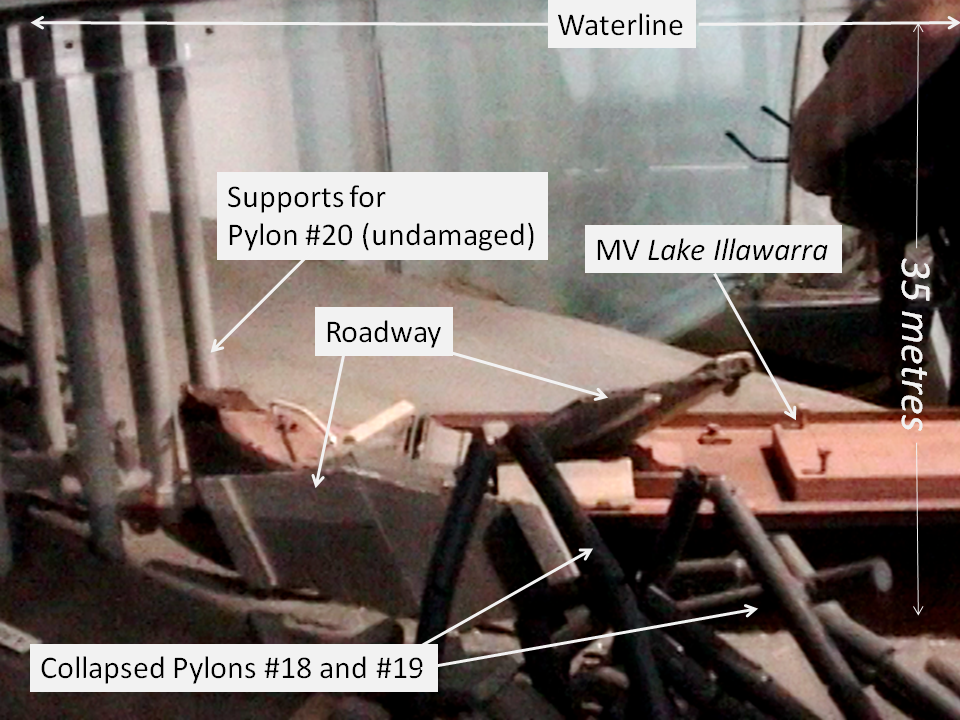
Model katastrofy

Katastrofa na moście Tasmana – katastrofa budowlana, która miała miejsce wieczorem 5 stycznia 1975 w Hobart, gdy w wyniku kolizji masowca MV Lake Illawarra z mostem Tasmana zerwaniu uległo 127 m mostu i zginęło 12 osób (7 osób członków załogi i 5 kierowców). Katastrofa spowodowała odcięcie najważniejszej drogi łączącej zachodni brzeg miasta z wschodnim.

## Kolizja
Do kolizji masowca MV Lake Illawarra z mostem Tasmana doszło w niedzielę 5 stycznia 1975 o 21:27 (czasu miejscowego). Masowiec przewoził 10 000 ton rudy cynku w górę rzeki Derwent do zakładu elektrolizy cynku (Electrolytic Zinc Company at Pascotine). Statek zbliżając się do mostu znajdował się na złym kursie, co częściowo spowodowane było przez silne pływy, ale również z powodu zaniedbania kapitana Boleslawa Pelca. Statek zbliżając się do mostu płynął z prędkością 8 węzłów, po czym zaczął zwalniać do "bezpiecznej" prędkości. Kapitan statku zamiast przepłynąć pod centralna częścią mostu, próbował przepływać przez jedno z przęseł wschodnich.
Pomimo kilku zmian kursu, okazało się, że statek nie ominie mostu ze względu na niewystarczającą prędkość i zbyt silny prąd. W desperacji kapitan zadecydował o pełnej wstecz, jednak unikniecie kolizji z mostem okazało się już niemożliwe. Statek uderzył w 18 i 19 pylon mostu, co doprowadziło do zerwania się 127 m drogi. Masowiec w ciągu zaledwie kilku minut zatonął na głębokość 35 m, siedmiu członków załogi utonęło. 
Ponieważ do katastrofy doszło w niedzielę tuż po Nowym Roku, ruch na moście był stosunkowo mały. Jeżeli katastrofa miałaby miejsce w dzień roboczy, liczba zabitych byłaby znacznie wyższa. W wyniku katastrofy zginęło 5 kierowców, natomiast dwa samochody zawisły na samej krawędzi mostu.
W akcji ratowniczej uczestniczyło wiele służb ratowniczych w tym: policja, straż pożarna oraz obrona cywilna, Zarząd Morski Hobart, Departament Robót Publicznych, Armia Australijska i Marynarka Królewska Australii.

## Skutki
Zawalenie się części mostu Tasmana spowodowało poważne utrudnienia komunikacyjne między zachodnią i wschodnią częścią miasta. Przejazd przez most zajmował około 3 minut, natomiast już dzień po katastrofie mieszkańcy wschodniego wybrzeża mieli problemy z dotarciem do pracy, ponieważ byli zmuszeni do korzystania z promu, który na pokonanie rzeki potrzebował 90 minut. Oprócz kłopotów komunikacyjnych problem stanowił również dostęp do szpitali (Royal Hobart Hospital i Calvary Hospital), szkół, firm i urzędów, które w większej mierze były zlokalizowana na zachodnim brzegu. 
Analiza danych policyjnych w sześć miesięcy po katastrofie wykazała, że przestępczość na wschodnim brzegu miasta wzrosła o 41%, podczas gdy ten wskaźnik na zachodnim brzegu spadł. Kradzież samochodów wzrosła o 50%, a liczba zgłoszeń zwiększyła się o 300%.

## Odbudowa
W marcu 1975 została powołana komisja (Joint Tasman Bridge Restoration Commission) w celu odbudowy mostu. Rząd federalny zgodził się na finansowanie odbudowy, pierwsze prace rozpoczęły się w październiku 1975. Odbudowa mostu uwzględniała zmiany całego mostu w tym również dodatkowy pas ruchu. Ponowne otwarcie mostu nastąpiło 8 października 1977. Łącznię na odbudowę mostu wydano 44 mln dolarów.

## Tablica
W 25 lat po katastrofie, w styczniu 2000, została odsłonięta tablica upamiętniająca tragedię. Została umieszczona na wschodniej części mostu.